# Hackleburg, Alabama
Hackleburg là một thị trấn thuộc quận Marion, tiểu bang Alabama, Hoa Kỳ. Dân số năm 2009 là 1428 người, mật độ đạt 36 người/km².